# Municipio de Tamazula de Gordiano
El municipio de Tamazula de Gordiano es uno de los 125 municipios en que se encuentra dividido el estado mexicano de Jalisco. Se encuentra en el sur del estado en la región del mismo nombre, su cabecera municipal es la ciudad del mismo nombre.

## Geografía
El municipio de Tamazula de Gordiano se localiza en el sur de Jalisco, formando parte de la región del mismo nombre. Sus coordenadas extremas son 19°26′ - 19°57′ de latitud norte y 102°59′ - 103°26′ de longitud oeste; y a una altura que fluctúa entre un máximo de 2 300 y un mínimo de 900 metros sobre el nivel del mar. Tiene una extensión territorial de 1367.735 kilómetros cuadrados que equivalen al 1.74% de la superficie estatal.
El territorio de Tamazula de Gordiano limita al norte con el municipio de Concepción de Buenos Aires y el municipio de Mazamitla, al este con el municipio de Valle de Juárez y el municipio de Santa María del Oro, al sureste con el municipio de Jilotlán de los Dolores y al sur y suroeste con el municipio de Tecalitlán; finalmente al oeste limita con el municipio de Zapotiltic, el municipio de Zapotlán el Grande y el municipio de Gómez Farías.

## Demografía
De acuerdo a los resultados del Censo de Población y Vivienda de 2010 realizado por el Instituto Nacional de Estadística y Geografía, la población total del municipio de Tamazula de Gordiano asciende a 37 986 personas. La densidad poblacional es de 27.77 habitantes por kilómetro cuadrado.

### Localidades
En el censo de 2020 el municipio de Tamazula de Gordiano contaba con 154 localidades.
| Código INEGI      | Localidad            | Población (2020) |
| ----------------- | -------------------- | ---------------- |
| 140850001         | Tamazula de Gordiano | 19 113           |
| 140850173         | Vista Hermosa        | 3 884            |
| 140850038         | Villa de Contla      | 2 102            |
| 140850156         | Soyatlán de Afuera   | 1 810            |
| 140850053         | La Garita            | 1 213            |
| 140850153         | San Vicente          | 1 030            |
| Otras localidades | Otras localidades    | 9 803            |
| Total municipal   | Total municipal      | 38 955           |

## Política

### Representación legislativa
Para la elección de diputados locales al Congreso de Jalisco y de diputados federales a la Cámara de Diputados federal, el municipio de Tamazula de Gordiano se encuentra integrado en los siguientes distritos electorales:
Local:
- Distrito electoral local de 19 de Jalisco con cabecera en Ciudad Guzmán.[9]

Federal:
- Distrito electoral federal 19 de Jalisco con cabecera en Ciudad Guzmán.[10]